# Pawłów (Pietrowice Wielkie)
Pawłów (deutsch Pawlau, 1936–1945 Paulsgrund) ist ein Ort in der Gemeinde Pietrowice Wielkie (Groß Peterwitz) im Powiat Raciborski der Woiwodschaft Schlesien.

## Geografie

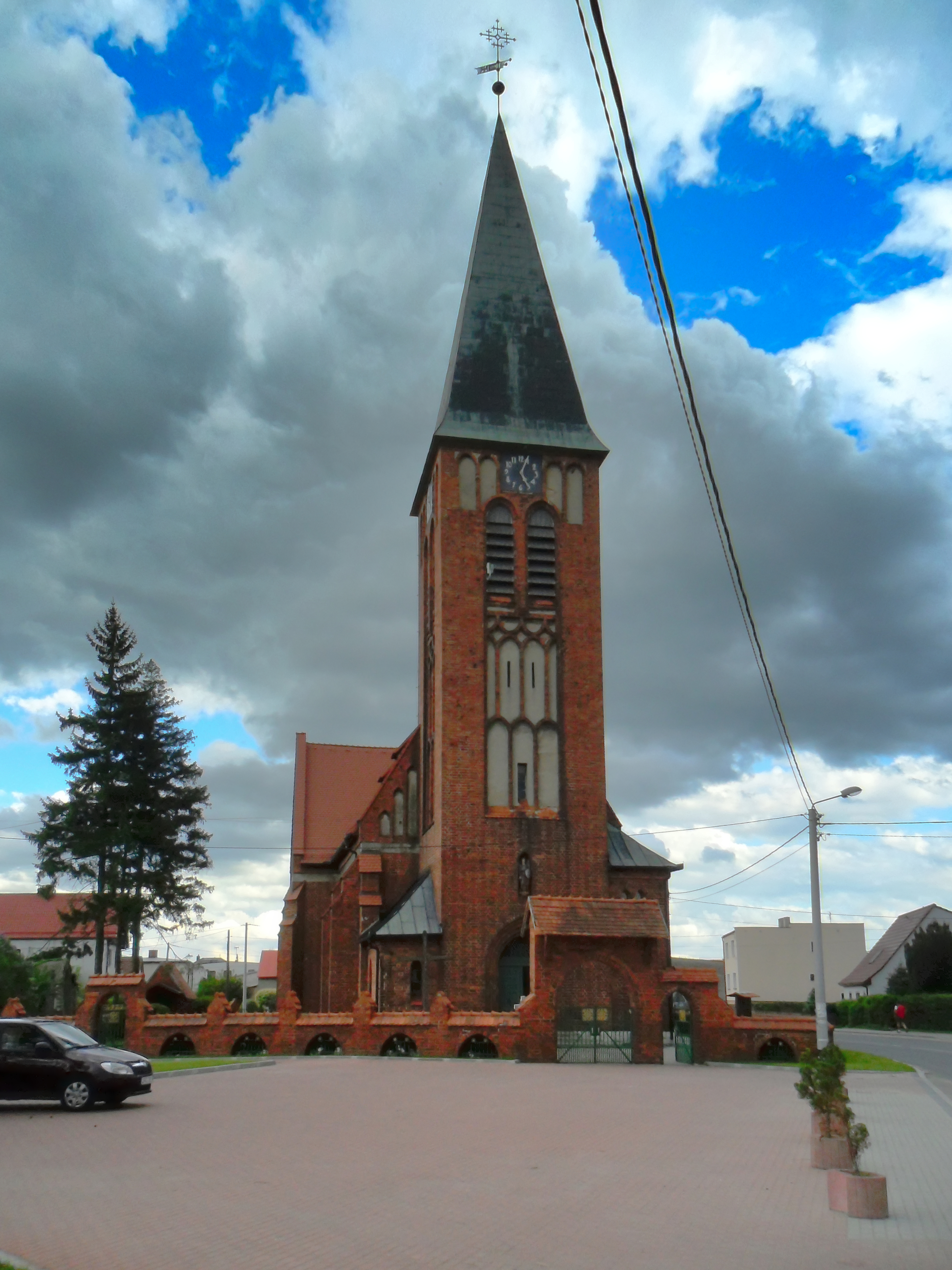
Michaeliskirche

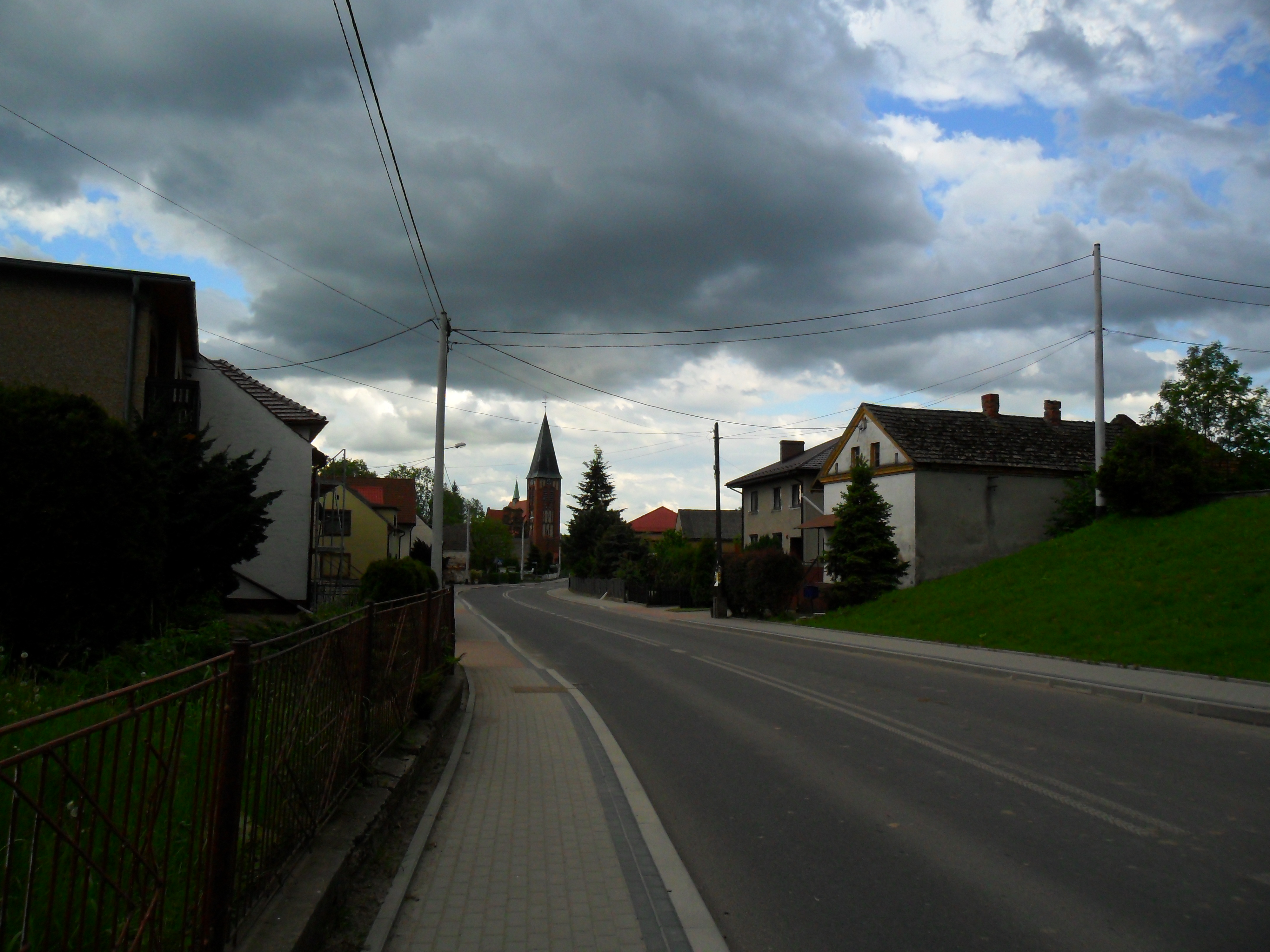
Ortsbild

Pawłów liegt drei Kilometer nordöstlich von Pietrowice Wielkie (Groß Peterwitz), neun Kilometer westlich von Racibórz (Ratibor) und 66 Kilometer westlich von Kattowitz in der Nähe der Landesgrenze zu Tschechien.

## Geschichte
Der Ort entstand spätestens im 13. Jahrhundert. 1295–1305 wurde der Ort im Liber fundationis episcopatus Vratislaviensis (Zehntregister des Bistums Breslau) erstmals urkundlich als „Paulow“ erwähnt.
Der Ort wurde 1784 im Buch Beytrage zur Beschreibung von Schlesien als Paulau erwähnt, gehörte einem Herrn von Poser und lag im Fürstentum Ratibor. Damals hatte er 193 Einwohner, ein herrschaftliches Wohnhaus, ein Vorwerk, eine Kirche, zehn Bauern, 26 Gärtner und vier Häusler. 1865 bestand Pawlau aus einem Rittergut und einer Gemeinde. Das Rittergut gehörte unter anderem einem Herrn von Fragstein und einem Herrn Klapper. Der Ort hatte zu diesem Zeitpunkt fünf Bauernhöfe, acht Halbbauern, 25 Gärtnerstellen und 57 Häuslerstellen sowie zwei Windmühlen, ein Wirtshaus, Maurer, Zimmerleute und Ziegelstreicher. Von Pawlau aus wurde im 18. Jahrhundert die Kolonie Wilhelmsdorf gegründet.
Bei der Volksabstimmung in Oberschlesien am 20. März 1921 stimmten vor Ort 353 Wahlberechtigte für einen Verbleib Oberschlesiens bei Deutschland und 271 für eine Zugehörigkeit zu Polen. Auf dem Gut stimmten 66 für Deutschland und drei für Polen. Pawlau verblieb nach der Teilung Oberschlesiens beim Deutschen Reich. 1936 wurde der Ort im Zuge einer Welle von Ortsumbenennungen der NS-Zeit in Paulsgrund umbenannt. Bis 1945 befand sich der Ort im Landkreis Ratibor.
1945 kam der bis dahin deutsche Ort unter polnische Verwaltung. Er wurde anschließend der Woiwodschaft Schlesien angeschlossen und ins polnische Pawłów umbenannt. 1950 kam der Ort zur Woiwodschaft Oppeln, 1975 zur Woiwodschaft Kattowitz und 1999 zum wiedergegründeten Powiat Raciborski und zur Woiwodschaft Schlesien.

## Bauwerke und Denkmale
- Die römisch-katholische Michaeliskirche, erbaut von 1907 bis 1908. Sie ersetzte den hölzernen Vorgängerbau, der 1727 von Ratibor nach Pawlau versetzt wurde.[5][6]
- Wegkapelle aus dem 19. Jahrhundert
- Steinernes Wegkreuz aus dem Jahr 1899
- Steinernes Wegkreuz aus dem Jahr 1898
- Steinernes Wegkreuz vom Ende des 19. Jahrhunderts
- Weitere steinerne Wegkreuze

## Persönlichkeiten
- Ludwig von Jordan (1849–1941), deutscher Maler, Illustrator, Schriftsteller und Offizier